# Johann Konrad Hallwachs
Johann Konrad Hallwachs (* 28. August 1718 in Göppingen; † 28. Oktober 1789 in Gießen) war ein deutscher Amtmann.

## Familie
Hallwachs war der Sohn des Herzoglich Württembergischen Stiftsverwalters des Chorherrenstifts Oberhofen-Göppingen Johann Konrad Hallwachs (1694–1733) und dessen zweiter Ehefrau Maria Sophia geborene Steckh (1702–1778).
Hallwachs, der evangelischer Konfession war, heiratete am 9. Januar 1744 in Gießen in erster Ehe Juliana Johannetta Philippina Hensing (* 26. März 1723 in Gießen; † 1. Februar 1777 in Alsfeld), die Tochter des Professor der Chemie an der Universität Gießen Johann Thomas Hensing (1683–1726).
Im Januar 1780 heiratete er in Allendorf an der Lumda in zweiter Ehe Sophie Katharina Ständer (* 11. Juni 1728; † 26. Mai 1785 in Alsfeld), die Tochter des Königlich Schwedischen und Fürstlich Hessen-Kasselischen Hauptmanns Johann Andreas Ständer.
In dritter Ehe heiratete er am 4. Juni 1786 in Alsfeld die Witwe Maria Barbara Luise Bauer, die Tochter des Fürstlichen Berginspektors am Bergwerk zu Breidenbach in Oberhessen Johannes Bauer.
Aus den Ehen gingen unter anderem folgende Kinder hervor:
- Jakob Ludwig Konrad Hallwachs (1744–1829), 1771–1807 Amtmann in Kürnberg, Hofrat, Regierungsrat
- Juliane Charlotte Sophie Minnigerode, geb. Hallwachs (1747–1828), verheiratet mit dem Stadtsyndicus in Alsfeld Johann Henrich Benjamin Minnigerode († 1789)
- Luise Karoline Sophie Friederike Vollhardt, geb. Hallwachs (1749–1818), verheiratet mit dem Apotheker und Ökonomus der Universität Gießen in Alsfeld Ferdinand Christian Vollhardt (1741–1804)
- Johann Karl Georg Hallwachs (1751–1797), Reservat-Beamter der Cent Lauterbach und zu Angenrod, Regierungs-Advocat, Regierungsrat, 1781 Hofrat in Darmstadt, 1791 Amtmann in Alsfeld
- Anna Wilhelmina Johannette Helmolt, geb. Hallwachs (1759–1834), verheiratet mit dem Amtmann in Groß-Karben Franz Ludwig Helmolt (1755–1823)
- Henriette Katharine Magdalena Elisabeth Becker, geb. Hallwachs (1763–1785), verheiratet mit dem Freiherrlich von Dörnbergischen Amtsschultheiß auf dem Herzberg Johann Ernst Christoph Becker (1751–1828)

## Leben
Hallwachs studierte ab dem 1. August 1740 in Gießen und wurden zum Dr. jur. promoviert. Ab ca. 1748 war er Hessen-Darmstädtischer Vogt zu Kürnbach, ab ca. 1756 Amtmann in Vöhl und ab ca. 1760/1765 Amtmann in Amt Alsfeld. Er wurde mit dem Titel eines Regierungsrates ausgezeichnet.